# St. Denis Medical
St. Denis Medical är en amerikansk komediserie i mockumentärstil vars första säsong hade premiär den 12 november 2024 på NBC. Första säsongen, som består av 18 avsnitt, är skapad av Eric Ledgin och Justin Spitzer. Serien har kontrakt på ytterligare en säsong.

## Handling
Serien utspelar sig på ett underfinansierat, underbemannat sjukhus där läkarna och sjuksköterskorna gör sitt bästa för att behandla patienter samtidigt som de försöker behålla förståndet.

## Rollista (i urval)
- Wendi McLendon-Covey - Joyce
- Allison Tolman - Alex
- Josh Lawson - Bruce
- Kahyun Kim - Serena
- Mekki Leeper - Matt
- David Alan Grier - Ron
- Kaliko Kauahi - Val
- Kyle Bornheimer - Tim
- Steve Little - Notery Sanderson
- Mindy Sterling - Laurie
- Nico Santos - Rene
- Rose Abdoo - Debbie
- Stephen Full - Clay
- David Paymer - Bob
- Marin Hinkle - Linda
- Brandon Larracuente - Will
- Lily Sullivan - Jess